# 1914 na televisão

## Nascimentos
| Data           | Nome             | Profissão                          | Nacionalidade  | Observações | Ref   |
| -------------- | ---------------- | ---------------------------------- | -------------- | ----------- | ----- |
| 5 de janeiro   | George Reeves    | ator                               | Estados Unidos | m. 1959     | [ 1 ] |
| 30 de abril    | Carlos Lacerda   | jornalista                         | Brasil         | m. 1977     | [ 2 ] |
| 26 de agosto   | Jackie Coogan    | ator, comediante                   | Estados Unidos | m. 1984     | [ 3 ] |
| 31 de agosto   | Richard Basehart | ator                               | Estados Unidos | m. 1984     | [ 4 ] |
| 14 de setembro | Clayton Moore    | ator                               | Estados Unidos | m. 1999     | [ 5 ] |
| 18 de setembro | Jack Cardiff     | ator, diretor de cinema, fotógrafo | Reino Unido    | m. 2009     | [ 6 ] |
| 6 de novembro  | Jonathan Harris  | ator                               | Estados Unidos | m. 2002     | [ 7 ] |

## Mortes
| Data | Nome | Profissão | Nacionalidade | Observações | Ref |
| ---- | ---- | --------- | ------------- | ----------- | --- |